# Каратели (повесть)
Кара́тели (Радость ножа, или Жизнеописания гипербореев) — повесть Алеся Адамовича о карателях из батальона СС Дирлевангера, совершавших преступления на белорусской земле в годы Великой Отечественной войны. В центре повести находится «акция устрашения», проведённая 15 июня 1942 года карательным отрядом в селении Борки Кировского района Могилёвской области, в результате которой оно было уничтожено вместе со всеми его жителями. Автор пытается разобраться в мотивации главных героев. В качестве эпиграфа он берёт цитату немецкого философа Ницше о загадочных гипербореях, которым чуждо «христианское сострадание». Произведение основано на документах, у многих персонажей есть реальные прототипы, а их фамилии настоящие.

## Содержание
Повесть начинается с рождения Адольфа Гитлера, внука служанки Анны Шикльгрубер из австрийского Браунау. Затем взрослый Гитлер оказывается в командном бетонном бункере. Он пытается унять дрожь в руке и склоняется над картой, слушая донесения генерала Браухича с Восточного фронта. Гитлер вспоминает еврея Эдуарда Блоха, из-за которого умерла его мать, «мать фюрера». Далее он грезит о «выплавке чистой стали новой расы».
Затем справкой идёт информация о «карателях штурмбанфюрера СС Оскара Пауля Дирлевангера», которые 15 июня 1942 года «убили и сожгли жителей белорусской деревни Борки Кировского района Могилевской области». Со ссылкой на Бах-Зелевского данное преступление трактуется в рамках уничтожения «славянского населения». Особо подчеркивается, что карателями были люди разных национальностей: немцы, австрийцы, словаки, латыши, русские, мадьяры, французы и украинцы.
Действие переносится в деревню с колодцем, курами, хатами, сараями и огородами, где хозяйничают солдаты в немецких пилотках с «адамовой головой» и чёрных мундирах. В деревне остались одни дети, старики и «бабы» в кофтах, однако солдаты подозревают их сотрудничестве с партизанами. Местные жители в страхе, а солдаты раздражены и злы («наплодили сталинских бандитов бульбяники!»). В следующей сцене заполненная живыми людьми яма, которых из ручного пулемёта расстреливают каратели. Шарфюрер Лянге перезаряжает автомат, меняя «рожок». Он смотрит на свои швейцарские часы (11:31). Другой каратель, пулемётчик Тупига смотрит на свои «кировские» часы (11:34) и жуёт травинку.
Затем идёт сцена, где каратели заходят в избу с резными окнами. Пулемётчик Тупига предлагает детям мармелад и спрашивает хозяйку о партизанах, подозревая местных в нелояльности. Слыша выстрелы, старуха на сундуке впадает в истерику. Тупига расстреливает всех в доме («печка враз стала красная»). Далее у костра греются бандеровцы-«галицийцы» («мельниченковцы») с трезубцем на немецких пилотках, едят сало и пьют шнапс.
Затем описывается эпизод поимки партизана («бандита») в жёлтом кителе с ППД, которому пятёрка карателей устроили засаду на хуторе у его родственников. В потасовке они ранят партизана и увозят его на телеге, а хутор сжигают.
Далее рассказывается о том, как один из командиров взвода карателей (Николай Белый) родом из Сибири стал карателем, страдая от голода в немецком лагере для военнопленных и продавшись за «немецкий хлеб с колбасой». Предательство сделало его охранником Бобруйского лагеря. Теперь не его конвоировали, а он конвоировал колонны заключённых на «форштат» (деревообрабатывающий комбинат). В следующей сцене Бобруйская крепость из красного кирпича с прожекторами и двумя рядами колючей проволоки, за которой толпятся военнопленные. Падает снег и люди в немецких шинелях под команду «фойер!» с крепостной стены из пулемётов расстреливают заключённых, обвинённых в поджоге лагеря (7 ноября 1941 года).
Штурмбанфюрер Дирлевангер готовит «акцию возмездия», поскольку в районе селения Борки партизаны сожгли две машины и перебили ехавших в них «бобруйских полицейских». Он получает поручение лично от толстого и сердитого штандартенфюрера. Дирлевангер в столовой собирает импровизированный военный совет и через переводчика-латыша объясняет карателям-ауслендерам (не-немцам) суть операции. «Мельниченковцы» в очередной раз делают своё чёрное дело, загоняют население деревни в сарай для уничтожения. Однако люди смекают и кидаются через картофельное поле к лесу. Каратели стреляют в убегающих. Тут же появляется сам Мельниченко на сером коне и в казацкой папахе. Сделав дело, каратель Суров обливает бензином из канистры стены бревенчатого сарая с соломенной крышей. Немец спрыгивает с бронетранспортера чиркает зажигалкой и поджигает сарай. Каратели стреляют по горящему сараю из всех видов оружия. У горящего сарая вспыхивает конфликт между карателями. Мельниченко замахивается на Белого плетью, но тот стреляет в него из пистолета.
Следующий эпизод посвящён прошлому Мельниченко, сыну «головы колгоспа» с Николаевщины, который пережил голодомор, идейно перешёл на сторону немцев и спас жизнь одному из них, за что удостоился поездки в Лейпциг. Затем встреча с родителями в оккупированном Киеве, во время которой он прячет эсэсовскую пилотку в рюкзак. Во время застолья Мельниченко пытается оправдать оккупантов за их борьбу с партизанами и угоны населения на работу в Германию («хоть свет посмотрят»).
Ещё один эпизод посвящён штурмфюреру Муравьёву, который студентом пединститута был направлен в военное училище, а оттуда лейтенантом на фронт. С оружием наперевес он, «опережая политрука роты», бежал в атаку, крича «За Родину! За Сталина!». Однако позже Муравьёва окружали убитые и раненые однополчане. Раненым он попал в плен и оказался в Бобруйском лагере. Там он решил присоединиться к победителям и променять «тифозный лагерь» на новую, теперь уже немецкую военную форму. Его девизом были слова отца: «везде можно остаться человеком», а примером — русские князья, которые шли в услужение ханам, чтобы не распалять лютость победителей. Однажды во время бегства от партизан Муравьёв даже ударил немца-шофёра бронетранспортера за неподчинение его приказу, чем, по его мнению, утвердил авторитет русского офицера. И действительно, Дирлевангер пригласил русского эсэсовца в свою могилевскую квартиру на «товарищеский ужин», где он с Циммерманом беседует о Ницше, Библии и Гутенберге. Муравьёв удивляется, что «сорвиголова» Дирлевангер вопреки нацистской пропаганде держит у себя хорошенькую еврейку Стасю, которая приносит офицерам кофе.
Завершается повесть «разговором умершего бога с проституткой». Женщина спрашивает Господа о развешанных на стенах часах, и тот отвечает, что это «иконы времени». Женщина спрашивает о смерти Бога, о которой она слышала от одного студента. Затем она спрашивает о Каине и слышит в ответ, что это была «радость ножа». «Я устал миловать», говорит Бог, «пустота, которую я оставил в человеке, может заполниться чем угодно».
Перед финальной сценой окончательной расправы всё как будто замерло. Дирлевангер пытается стрелять из вальтера в аиста и старательно обходит коровьи лепёшки на улице. Местные жители (200—300 человек) собраны в гумне. Амбар горит. Кому-то из карателей делается дурно. Муравьёв докладывает Дирлевангеру о стычке среди карателей: Мельниченко ранен, Белый убит.
В эпилоге вновь появляется Адольф Гитлер, который сетует на своих недоброжелателей, будто он и слова не мог связать без пастора Штемпфле. Своим единственным другом он называет Дитриха, а своими покровителями лишь Высших Неизвестных. Гитлер проклинает Беларусь и грезит о «широкой полосе лагерей» за Волгой.

## Экранизация
«Каратели» вместе с «Хатынской повестью» Адамовича стали литературной основой фильма Э. Климова «Иди и смотри» (1985). Автором сценария к картине также стал (совместно с Э. Климовым) Алесь Адамович.

## Действующие лица
- Оскар Пауль Дирлевангер — штурмбанфюрер, командир специального карательного батальона СС. Сын коммерсанта, ветеран СА, браконьер, участник испанской компании.
- Ростислав Муравьёв — штурмфюрер, заместитель командира специального карательного батальона СС. В мирное время был студентом пединститута.
- Николай Белый — обершарфюрер, командир взвода карательного батальона, бывший младший лейтенант советской 121-й дивизии.
- Иван Мельниченко — гауптшарфюрер, заместитель командира роты карателей. В своё время спас немца Поля от партизан и был приглашён им в свой родной Лейпциг. По дороге в Германию партизаны нападают на поезд. В доме Поля он обнаруживает властную «муттер» и работницу-украинку Оксану с Николаевщины. Его несколько шокируют обычай фронтового друга мочиться прилюдно и подкладывать для смеха резиновое «дерьмо» в тарелку своей невесты Эльзы.
- Циммерман — обершарфюрер, командир взвода карателей, бывший учитель. Внук католического священника, который отказался ради своей возлюбленной от сана. «Предки его из Прибалтики».
- Поль Тюммель — немец, командир роты карателей. Бывший узник концлагеря (как извращенец-скотоложник носил розовый треугольник)

## Издания
- Адамович, А. Каратели: Радость ножа, или Жизнеописания гипербореев. 1981.
- Адамович, А. Хатынская повесть. Каратели. Л.: Художественная литература, 1986. 400 с. Тираж: 100 000 экз.
- Адамович, А. Каратели: Радость ножа, или Жизнеописания гипербореев. 2014. ISBN 978-985-15-2116-2
- Адамович, А. Каратели. 2018. ISBN 978-5-4467-3146-6